# Fissidens minutipes
Fissidens minutipes är en bladmossart som beskrevs av Brotherus 1901. Fissidens minutipes ingår i släktet fickmossor, och familjen Fissidentaceae. Inga underarter finns listade i Catalogue of Life.